# ライジン×ライジン
『ライジン×ライジン』は、初美陽一による日本のライトノベル。イラストはパルプピロシが担当。第23回ファンタジア大賞大賞＆読者賞受賞作。富士見ファンタジア文庫（富士見書房→KADOKAWA）より2012年1月から2014年9月まで刊行された。
メディアミックスとして、福原蓮士によるコミカライズが『月刊ドラゴンエイジ』（富士見書房）にて、2012年6月号から2014年12月号まで連載された。

## あらすじ
異能を持つ人間「ストレンジャー」が現れるようになった世界。異能に憧れるイタい少年・下野根隆良も高校入学から間もなくして異能に目覚めるが、その能力はとてつもなく役に立たないものだった。さらに監視役として現れたのは、かつての幼馴染であり、現在は政府公認ストレンジャーとなった雷轟魅神だった。

## 登場人物

### 主要人物
下野根 隆良（しものね たから）
本作の主人公。高校1年。妄想が激しい目立ちたがり屋。15歳。身長167センチメートル。
風の能力に目覚めることを夢見ていた。
異能は「白濁したゲルを全身から出す」。当初の評価は最低のEランクだったが、ゲルと隆良の身体が電気への強い耐性を有していることが魅神との勝負の際に判明し、Dランクに上がった。出したゲルは速度は遅いものの、隆良の意思で動かすことができる。
雷轟 魅神（らいごう みかん）
本作のヒロイン。隆良の幼馴染。15歳。身長165センチメートル。3サイズはB82（Cカップ）・W57・H83。
幼少期から覚醒していた能力のせいで「電動ミカン」と呼ばれからかわれていた。その後転校により隆良と別れるが、彼の覚醒に伴い監視役として転入、再会する。異名は「雷神（らいじん）」。Aランク。
異能は「雷を操る」。手足を雷に変化させる他、周囲に電撃を放つことができる。幼少期は指先程度しか変化しなかったが、成長の結果現在はAランク判定を受けるまでに強化されている。
アリア・来武（くるむ）・エリノア・ヴァルター
長い黒髪の女性。政府公認のストレンジャー対策課研究室室長。18歳。173センチメートル。3サイズはB95（Hカップ）・W60・H93。
かねてよりストレンジャーのチームの作成を提言していた。
身体能力に優れている。運転は荒い。中学 - 大学は飛び級で、ドイツで博士号を取得している。
焔熾 夜侘（ほむらおこし よわび）
薄い赤、桃色の髪の少女。13→14歳中学2年生。身長145センチメートル。3サイズはB67（AAカップ）・W50→60・H70→93。中二病。E→Aランク。
異能は「炎を起こす」。当初は指先にライターと同程度の炎を発生させるだけだったが、氷莉の能力により「右目で見た場所に強い炎を発生させる」Aランク相当の威力に強化された。
水仙花 沙凪（すいせんか さなぎ）
黄緑色の髪の少女。13歳。身長152センチメートル。3サイズはB83（Eカップ）・W54・H81。
「中の中」の財閥のお嬢様であり、世間知らずで物事を色々と間違って覚えている。中学2年生。Cランク。
他の誰もが気持ち悪がっている隆良のゲルに対しても、興味津々でありゲルを出すようにねだったり、ゲルが出る瞬間を待ち望んでいる。
異能は「虫を操る」。虫であれば何でも効果対象だが、視界に入っており、かつ一度に1匹という制約があるため、Cランクの判定を受けている。
藍玉 氷莉（らんぎょく こおり）
ストレンジャーの少女。12歳。144センチメートル。3サイズはB68（Aカップ）・W49・H66。極度なまでの面倒くさがり屋。
かつて隆良と会っているが、ある理由からその記憶を凍結している。
異能は「物体を凍らせる」。物質だけでなく、人間の精神を凍らせ覚醒を促したり、記憶を凍結することもできる。
葛代 瑠璃花（くずしろ るりか）
ポニーテールの少女。15歳。身長158センチメートル。3サイズはB81（Dカップ）・W55・H80。
元人気アイドル歌手で「キュアキュア☆ルリ～ナ」という名前で活動していた。Bランク。
異能は「右手で触れたものの時間を5分間巻き戻す」。再使用のためにはさらに5分以上のインターバルが必要になり、怪我の治療など応用しづらいため、Bランクの判定を受けている。
母親をアウトローの手により失っている。
王真 燈矢（おうま とうや）
アッシュグレイの髪の少年。身長164センチメートル。
元政府公認ストレンジャー。Bランク。
異能は「爆発するダーツを生成する」。
高橋 エリコ（たかはし エリコ）
少女。15歳。身長156センチメートル。3サイズはB80（Cカップ）・W56・H93。

## 用語
ストレンジャー
異能力者を指す言葉。ランク付がされており、SS - 最低のEランクが存在する。ランクが高いほど能力も強くなるが、同時に肉体にかかる負担などのリスクも増大する。
異能を用いて犯罪行為を行う「アウトロー」と、それらを取り締まる政府公認のストレンジャーが存在する。

## 評価
第23回ファンタジア大賞にて大賞と読者賞のダブル受賞を果たしている（受賞時のタイトルは「凸凹ストレンジャーズ」）。同賞で審査員を務めた賀東招二、鏡貴也、四季童子は本作を以下のように評している。

## 既刊一覧

### 小説
- 初美陽一（著）・パルプピロシ（イラスト） 『ライジン×ライジン』 富士見書房→KADOKAWA〈富士見ファンタジア文庫〉、全9巻
  1. 2012年1月20日発売[17]、ISBN 978-4-8291-3725-3
  2. 2012年4月20日発売[18]、ISBN 978-4-8291-3756-7
  3. 2012年8月17日発売[19]、ISBN 978-4-8291-3797-0
  4. 2012年12月20日発売[20]、ISBN 978-4-8291-3837-3
  5. 2013年4月20日発売[21]、ISBN 978-4-8291-3884-7
  6. 2013年8月20日発売[22]、ISBN 978-4-8291-3927-1
  7. 2014年1月20日発売[23]、ISBN 978-4-04-070009-0
  8. 2014年5月20日発売[24]、ISBN 978-4-04-070117-2
  9. 2014年9月20日発売[25]、ISBN 978-4-04-070333-6

電子応援店限定版の電子書籍の最終巻には文庫未収録の『ドラゴンマガジン』2012年3月号掲載の短編も所収されている。
また、電子書籍の合本にはカラーイラストコレクションが収録されている。

### 漫画
- 初美陽一（原作）・パルプピロシ（キャラクター原案）・福原蓮士（作画） 『ライジン×ライジン』 富士見書房→KADOKAWA〈ドラゴンコミックスエイジ〉、全6巻
  1. 2012年9月6日発売[26]、ISBN 978-4-04-712829-3
  2. 2013年3月7日発売[27]、ISBN 978-4-04-712862-0
  3. 2013年8月9日発売[28]、ISBN 978-4-04-712892-7
  4. 2014年2月8日発売[29]、ISBN 978-4-04-070025-0
  5. 2014年7月9日発売[30]、ISBN 978-4-04-070183-7
  6. 2014年12月9日発売[31]、ISBN 978-4-04-070184-4

電子書籍の最終巻にはコミックス未収録の特別なイラストを収録している。